# Aeroporto Internacional de Paramaribo-Zanderij
Aeroporto Internacional Johan Adolf Pengel (IATA: PBM, ICAO: SMJP) é um aeroporto localizado na cidade de Zanderij, 48 km ao sul de Paramaribo. É o principal aeroporto internacional do Suriname e localmente referido simplesmente como JAP, é um aeroporto localizado na cidade de Zanderij e hub da companhia aérea Surinam Airways, 45 quilômetros (28 milhas) ao sul de Paramaribo. É o maior dos dois aeroportos internacionais do Suriname sendo o outro Zorg en Hoop com voos regulares para a Guiana, e é operado pela Airport Management, Ltd./ NV Luchthavenbeheer.

## Acesso
O aeroporto está a aproximadamente uma hora do centro de Paramaribo pela Kennedy Highway,a rodovia que dá acesso a capital.

## Estatísticas
| Ano  | Passageiros | % de variação |
| ---- | ----------- | ------------- |
| 2013 | 455 426     | %             |
| 2014 | 457 666     | 1,00%         |
| 2015 | 482 570     | 1,06%         |
| 2016 | 478 537     | 0,99%         |
| 2017 | 445 104     | 0,93%         |
| 2018 | 450 979     | 1,01%         |
| 2019 | 528 999     | 11,73%        |
| 2020 | 157 337     | -66,38%       |
| 2021 | 138 346     | 1,14%         |
| 2022 | 416 088     | 30,08%        |
| 2023 | 464 222     | 1,11%         |

## Companhias e destinos
| Companhias                               | Cidades | Aliança |
| ---------------------------------------- | --- | ------- |
| Caribbean Airlines 1 destino             | Internacional (1): Porto de Espanha                                                                              | N/A     |
| Gol Linhas Aéreas Inteligentes 1 destino | Internacional (1): Belém                                                                                         | N/A     |
| Insel Air 3 destinos                     | Internacionais (3): Willemstad                                                                                   | N/A     |
| KLM 1 destino                            | Internacional (1): Amsterdão                                                                                     | SkyTeam |
| Surinam Airways 8 destinos               | Internacionais (8): Amsterdão / Belém / Caiena / Georgetown / Miami / Oranjestad / Porto de Espanha / Willemstad | N/A     |

## Companhias Brasileiras que já operaram no Aeroporto
Varig e META.

## Acidentes

### Surinam Airways VOO PY764
No dia 7 de junho de 1989 um Douglas DC-8 da Surinam Airways vindo do Aeroporto Schiphol, Holanda se acidentou durante a aproximação ao aeroporto Internacional Johan Adolf Pengel, matando 176 das 187 pessoas a bordo. Entre eles estavam 15 jogadores de futebol do Suriname. Esse acidente é o pior acidente aéreo da história do país.